# Wereldkampioenschappen schaatsen afstanden 2020 - 5000 meter vrouwen
De 5000 meter vrouwen op de wereldkampioenschappen schaatsen afstanden 2020 werd gereden op zaterdag 15 februari 2020 in het ijsstadion Utah Olympic Oval in Salt Lake City, USA.
Martina Sáblíková was de regerend wereldkampioene, die de tien voorgaande edities op haar naam schreef. Zij reed in de vierde rit naar een nieuw wereldrecord, maar werd in de laatste rit door Voronina met ruim twee seconden verslagen. Hierdoor bezit Voronina nu het wereldrecord, en werd ze daarmee de nieuwe wereldkampioen op de 5000 meter.

## Statistieken

### Uitslag
| #      | Naam                  | Land | Tijd          |
| ------ | --------------------- | ---- | ------------- |
| Goud   | Natalja Voronina      | RUS  | 6.39,02 BR/WR |
| Zilver | Martina Sáblíková     | CZE  | 6.41,18       |
| Brons  | Esmee Visser          | NED  | 6.46,68       |
| 4      | Marina Zoejeva        | BLR  | 6.48,22       |
| 5      | Ivanie Blondin        | CAN  | 6.48,98       |
| 6      | Isabelle Weidemann    | CAN  | 6.49,10       |
| 7      | Irene Schouten        | NED  | 6.50,49       |
| 8      | Claudia Pechstein     | GER  | 6.55,01       |
| 9      | Sofie Karoline Haugen | NOR  | 6.56,64       |
| 10     | Jelena Sochrjakova    | RUS  | 6.59,58       |
| 11     | Nene Sakai            | JPN  | 7.04,32       |
| 12     | Nadezjda Morozova     | KAZ  | 7.07,19       |

### Loting
| Rit | Binnenbaan            | Buitenbaan         |
| --- | --------------------- | ------------------ |
| 1   | Sofie Karoline Haugen | Claudia Pechstein  |
| 2   | Nene Sakai            | Irene Schouten     |
| 3   | Jelena Sochrjakova    | Nadezjda Morozova  |
| 4   | Martina Sáblíková     | Esmee Visser       |
| 5   | Ivanie Blondin        | Isabelle Weidemann |
| 6   | Marina Zoejeva        | Natalja Voronina   |

1996 · 
1997 · 
1998 · 
1999 · 
2000 · 
2001 · 
2003 · 
2004 · 
2005 · 
2007 · 
2008 · 
2009 · 
2011 · 
2012 · 
2013 · 
2015 · 
2016 · 
2017 · 
2019 · 
2020 · 
2021 · 
2023 · 
2024 · 
2025